# ヒューム・ハイウェイ
ヒューム・ハイウェイ（Hume Highway）は、オーストラリアの2大都市、シドニーとメルボルンを結ぶ高速道路である。
古くから無舗装の道路として存在しているが、1924年にニューサウスウェールズ州政府、ビクトリア州政府が舗装された幹線道路の建設を決定し「ヒューム・ハイウェイ」と命名した。1940年、舗装道路が完成した。1962年には高速道路規格のバイパス建設が始まった。1974年からは連邦政府主導のプロジェクトとなった。2013年、高規格化工事が全線完成した。
途中、ゴウルバーン、ヤス、オルベリー、ワンガラタ、シーモアなどの都市を通る。

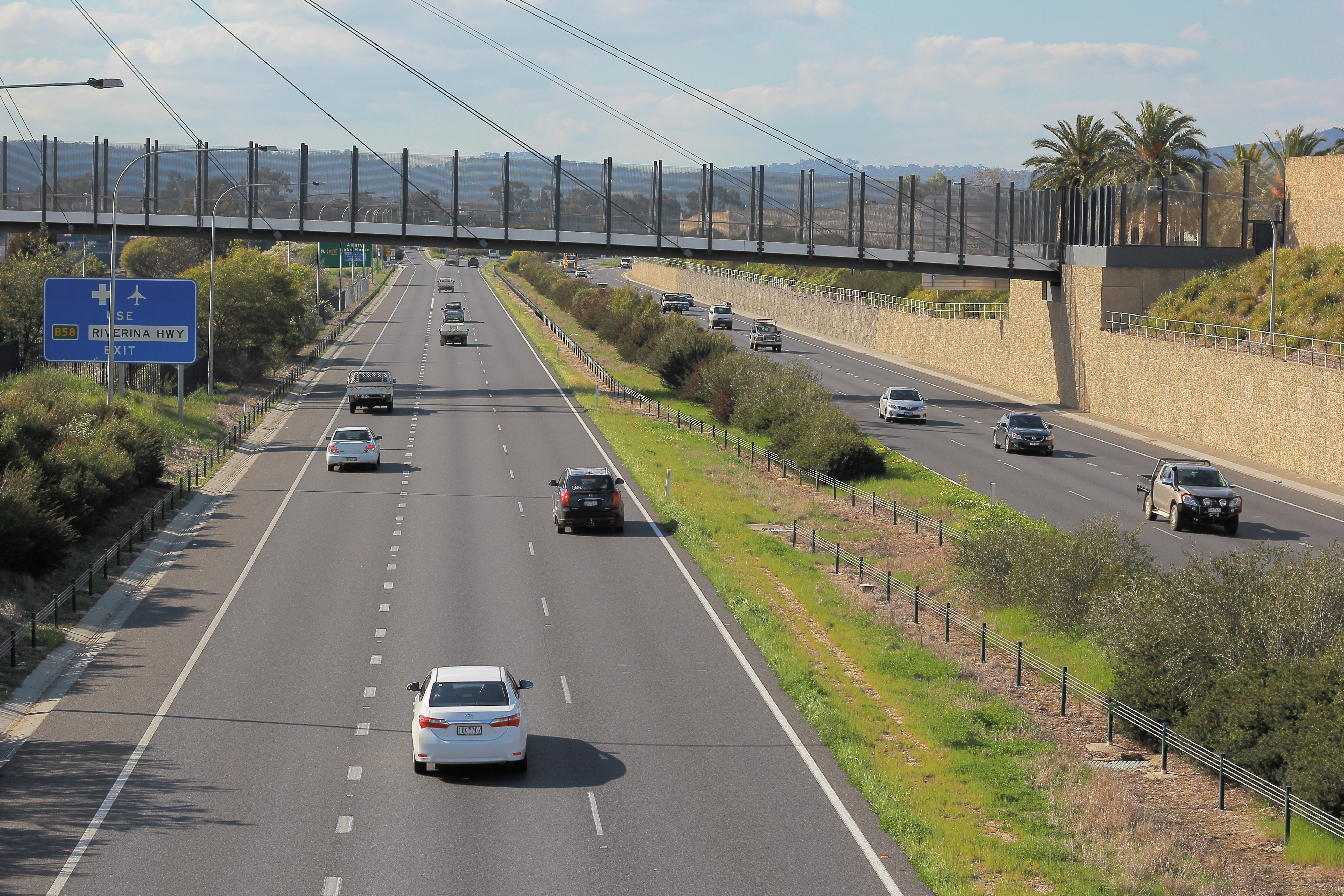
オルベリー付近

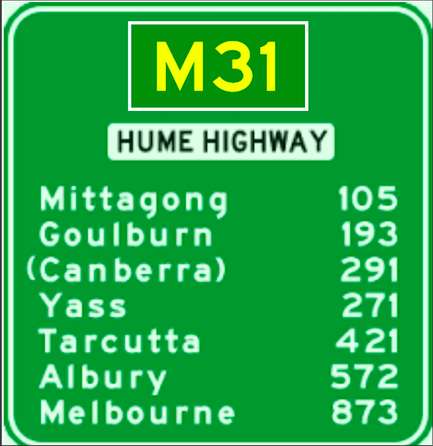
サイン（シドニーからの距離）